# Francesinha poveira
A Francesinha poveira, ou apenas francesinha dentro da região, é uma variação regional de comida rápida da Póvoa de Varzim, da famosa francesinha, prato típico originário do Porto, Portugal. Esta versão específica é uma especialidade gastronómica da região da Póvoa de Varzim. Ao contrário da receita tradicional, caracterizada por camadas de carne, salsicha, presunto e queijo, cobertas com um molho espesso e picante, a francesinha poveira apresenta algumas diferenças distintivas.

## Preparação
A sua preparação inclui ingredientes específicos e uma abordagem única na sua confeção. Por exemplo, é servida em pão cacete, ao invés do pão habitualmente utilizado na receita original. Além disso, o molho que acompanha a Francesinha Poveira é descrito como tendo um sabor “ligeiramente diferente” relativamente às versões produzidas noutras regiões de Portugal. Este molho é considerado um dos elementos-chave para o sucesso deste prato, contribuindo para o seu sabor único e distinto.
A francesinha poveira é um tipo de francesinha feita em pão-cacete que pode ser comido à mão enquanto se passeia ou no prato na mesa de um restaurante. A francesinha é barrada com um molho específico feito à base de manteiga, margarina, ketchup, piri-piri e sal, com conhaque, vinho do Porto ou whisky.

## História
A história da francesinha poveira remonta aos anos 60, quando a casa Guarda-sol, um estabelecimento emblemático da Póvoa de Varzim, decidiu diversificar a sua oferta gastronómica e apostar em novos produtos. Alberto Moreira, gerente do estabelecimento na época, recrutou o António Pires Nunes Carriço, um especialista em snacks que trabalhava em Cascais, para trazer inovação à casa.
Ao chegar à Póvoa, Carriço, inicialmente desconhecedor do prato, decidiu investigar sobre a famosa francesinha após ouvir falar dela. Numa viagem ao Porto com Alberto Moreira, realizaram uma espécie de “espionagem gastronómica”, visitando várias casas onde a francesinha era servida. Foi então que surgiu a ideia de criar uma versão própria deste petisco, adaptada ao gosto e à tradição da Póvoa de Varzim. Carriço começa a experimentar diferentes combinações de ingredientes e técnicas de preparação até chegar a uma receita satisfatória. Inspirado pela Francesinha tradicional do Porto, ele introduziu algumas modificações, como o uso de um pão em forma de cacete, macio e suculento, que veio a ser conhecido como “pão de francesinha”. O recheio da Francesinha Poveira consistia em fiambre, queijo, linguiça, manteiga e mostarda, cobertos com um molho próprio, criando assim um sabor único e distintivo.
Inicialmente, a Francesinha Poveira era consumida “à mão”, envolta num guardanapo de pano, tornando-se rapidamente um sucesso entre os habitantes locais e os visitantes da região. Com o tempo, devido à demanda dos clientes, o Guarda-sol começou a oferecer também uma versão mais semelhante à tradicional do Porto, servida num prato e consumida com talheres, conhecida como “francesinha especial”. Esta distinção levou à utilização dos termos “francesinha normal”, sendo servido como um cachorro-quente, e a “francesinha especial”, similar à portuense, com batata frita e molho de francesinha, para diferenciar as duas versões do prato. A francesinha poveira toma o espaço de “francesinha” no imaginário poveiro e de arredores, sendo a versão portuense, a versão tradicional do prato, a receita que toma o lugar de outro.
A variedade poveira é significativamente diferente e constitui uma especialidade distinta. O objetivo da variedade poveira era ser um verdadeiro prato de comida rápida que se pudesse comer à mão, especialmente para os banhistas nortenhos que acorrem aos milhares às praias da Póvoa, algo que não era possível com a variedade portuense. Este é um exemplo de aculturação, tomando características culturais da culinária portuense de forma crítica para se adaptar às demandas da região que é inserida.
O sucesso da Francesinha Poveira no Guarda-sol inspirou outros estabelecimentos da região a oferecerem também este petisco, contribuindo para a sua afirmação como uma iguaria característica da Póvoa de Varzim. Ao longo dos anos, diversos cafés e snacks do concelho passaram a incluir a Francesinha no seu cardápio, oferecendo ambas as versões do prato para satisfazer os gostos variados dos clientes. Hoje, o prato pode ser encontrado em variados restaurantes da região da Póvoa de Varzim, nos municípios da Póvoa de Varzim, Vila do Conde e Esposende.